# Пандульф II (князь Капуи)
Пандульф II Чёрный или Молодой — князь Капуи в 1007—1022 годах.

## Биография
Пандульф II — сын и наследник Ландульфа VII Капуанского. Из-за малолетства Пандульфа его регентом и соправителем стал дядя — тоже Пандульф II, князь Беневенто (по капуанской нумерации — Пандульф III). После смерти последнего (1014 год) следующим соправителем в феврале 1016 года стал Пандульф IV, второй сын Пандульфа II (III).